# Nyodes tamsi
Nyodes tamsi là một loài bướm đêm trong họ Noctuidae.